# Nimaima (ort)
Nimaima är en ort i Colombia.   Den ligger i departementet Cundinamarca, i den centrala delen av landet, 70 km nordväst om huvudstaden Bogotá. Nimaima ligger 1 107 meter över havet och antalet invånare är 604.
Terrängen runt Nimaima är lite bergig, och sluttar västerut. Runt Nimaima är det ganska tätbefolkat, med 144 invånare per kvadratkilometer. Närmaste större samhälle är Villeta, 16,2 km sydväst om Nimaima. I omgivningarna runt Nimaima växer i huvudsak städsegrön lövskog.